# Callistola pulchra
Callistola pulchra es un insecto coleóptero de la familia Chrysomelidae.
Fue descrita científicamente por primera vez en 1957 por Gressitt.